# Ramularia variabilis
Ramularia variabilis är en svampart som beskrevs av Fuckel 1870. Ramularia variabilis ingår i släktet Ramularia och familjen Mycosphaerellaceae.   Inga underarter finns listade i Catalogue of Life.